# تنسلوخ
تنسلوخ مدينة أثرية تقع على بعد 38 كيلومترا شرقيّ بنغازي، توجد بها العديد من المواقع الأثرية أشهرها «الصيرة» المجاورة لمقبرة «سيدي عمر».